# Mucugê
Mucugê is een gemeente in de Braziliaanse deelstaat Bahia, dicht bij het Chapada Diamantina Nationale Park. De gemeente telt 14.714 inwoners (schatting 2009). In het centrum vinden we meerdere antieke koloniale huizen, in karakteristieke Portugese stijl.
Aanvankelijk bewoond door de maracas Indianen, de feitelijke bezetting opgetreden tijdens de gouden tijden van minerale prospectie. Het jaar 1710, toen goud werd gevonden in de buurt van Rio de Contas, markeert de komst van de ontdekkingsreizigers in deze regio. In 1844 werd de kolonisatie versterkt door de ontdekking van waardevolle diamanten in de omgeving van Mugugê.